# Agrilus cavatus
Agrilus cavatus é uma espécie de escaravelho perfurador de madeira metálico da família Buprestidae. É conhecida a sua existência na América Central, América do Norte, e América Do sul.